# Euamoebida
Die Euamoebida sind eine Gruppe von Amöben innerhalb der Tubulinea.

## Merkmale
Die Euamoebida sind amöboide Einzeller, die stets unbeschalt sind. Während der Fortbewegung bilden sie annähernd zylindrische Pseudopodien oder annähernd zylindrische Monopodien. Diese Gestalt bleibt bestehen, sie bilden keine abgeflacht verbreiterte und verzweigte Form aus. Das Uroid ist nicht haftend. Die Glykokalyx ist entweder formlos, fadenförmig oder besteht aus prismatischen, becherförmigen Strukturen.

## Systematik
Die Euamoebida umfassen folgende Gattungen:
- Amoeba
- Cashia
- Chaos
- Copromyxa
- Copromyxella
- Deuteramoeba
- Glaeseria
- Hartmannella
- Hydramoeba
- Parachaos
- Polychaos
- Saccamoeba
- Trichamoeba

## Nachweise
Fußnoten direkt hinter einer Aussage belegen die einzelne Aussage, Fußnoten direkt hinter einem Satzzeichen den gesamten vorangehenden Satz. Fußnoten hinter einer Leerstelle beziehen sich auf den kompletten vorangegangenen Absatz.
1. 1 2  Adl, S. M., Simpson, A. G. B., Lane, C. E., Lukeš, J., Bass, D., Bowser, S. S., Brown, M. W., Burki, F., Dunthorn, M., Hampl, V., Heiss, A., Hoppenrath, M., Lara, E., le Gall, L., Lynn, D. H., McManus, H., Mitchell, E. A. D., Mozley-Stanridge, S. E., Parfrey, L. W., Pawlowski, J., Rueckert, S., Shadwick, L., Schoch, C. L., Smirnov, A. and Spiegel, F. W.: The Revised Classification of Eukaryotes. Journal of Eukaryotic Microbiology, 59: 429–514, 2012, PDF Online